# Ауґустово (Лещинський повіт)
Ауґустово (пол. Augustowo, нім. Augustenfeld) — село в Польщі, у гміні Ридзина Лещинського повіту Великопольського воєводства.
Населення — 79 осіб (2011).
У 1975-1998 роках село належало до Лешненського воєводства.

## Демографія
Демографічна структура станом на 31 березня 2011 року:
|          | Загалом | Допрацездатний вік | Працездатний вік | Постпрацездатний вік |
| -------- | ------- | ------------------ | ---------------- | -------------------- |
| Чоловіки | 43      | 13                 | 26               | 4                    |
| Жінки    | 36      | 8                  | 22               | 6                    |
| Разом    | 79      | 21                 | 48               | 10                   |